# Campbell (Kalifornia)
Campbell – miasto w Stanach Zjednoczonych, w stanie Kalifornia, w hrabstwie Santa Clara.